# 比利亚埃尔莫萨德尔坎波
比利亚埃尔莫萨德尔坎波，是西班牙阿拉贡自治区特鲁埃尔省的一个市镇。总面积19平方公里，总人口75人（2001年），人口密度4人/平方公里。